# Глушко, Сильвестр Васильевич
Сильвестр Васильевич Глушко (2 января 1896, Москаленки, Киевская губерния, Российская империя — 1964, Киев, УССР, СССР) — украинский историк. Ученик Михаила Грушевского.

## Биография
Родился в селе Москаленки. В 1921 году окончил историко-филологический факультет Киевского университета. В 1924—1933 годах работал во Всеукраинской академии наук: как аспирант в 1924—1928 годах, в 1928—1930 годах научный сотрудник Научно-исследовательской кафедры истории Украины при ВУАН в Киеве; в 1924—1933 годах работал научным сотрудником Комиссии истории Киева и Правобережной Украины. В 1928 году защитил кандидатскую диссертацию на тему «Крестьянские движения на Черниговщине в конце ХІХ и в начале XX века». В 1933 году безосновательно арестован и осужден по делу Украинской военной организации. Наказание отбывал в лагерях Коми АССР. Повторно арестован в 1941 году. После освобождения проживал в Ижевске, работал экономистом. После реабилитации в 1958 году вернулся на Украину. Проживал в Киеве.

## Сочинения
- Драгоманов і недільні школи. «Україна», 1924, кн. 4
- З селянських рухів на Чернігівщині 1905 р. Там само, 1925, кн. 4
- Селянське питання в українській науковій літературі за останні 10 років. В кн.: Студії з історії України Науково-дослідчої кафедри історії України в Києві, т. 2. К., 1929.